# ناحية آبجدان
قسم آبجدان (بالفارسية: بخش ابژدان) هي (بلدة) في مقاطعة أنديكا في محافظة خوزستان جنوب غربي إيران. حسب إجصاءات سنة 2006 كان يسكن هذه البلدة 21,972, نسمة في 4,028 مسكن.